# Adira (fribrottare)
Adira, född okänt datum 2005 i Guadalajara i Jalisco är en mexikansk fribrottare. 
Hon debuterade den 5 september 2023 för Consejo Mundial de Lucha Libre, Mexikos största och äldsta fribrottningsförbund. Tillsammans med Náutica vann hon över Valkiria och Hatanna för att erövra titelbältena Occidente Women's Tag Team Championships den 23 april 2024 i Guadalajara. Den 20 juli 2024 debuterade hon i Arena Coliseo i Mexico City, där hon tillsammans med Náutica förlorade mot Hera och Olympia.
Adira gestaltar en tecnico, det vill säga en god karaktär, till skillnad från en rudo som är de onda. Hon brottas iförd en fribrottningsmask och hennes identitet är inte känd av allmänheten, vilket är vanligt inom lucha libre. Adira tränades av El Satanico och Super Estrella.